# Orchony Ulaan Cutgalan chürchree
Orchony Ulaan Cutgalan chürchree (mong. Орхоны улаан цутгалан хүрхрээ) – wodospad na rzece Orchon w Mongolii o wysokości 24 metrów.